# ماسيمو مارتن
ماسيمو مارتن (بالإيطالية: Massimo De Martin)‏ (3 يناير 1983 بلونو إيطاليا - ) هو لاعب كرة قدم إيطالي، يلعب كمهاجم.

## مسيرته

### مسيرته مع الأندية
- 2002 - 2002 لعب مع نادي براتو 4 مباريات.
- 2003 - 2003 لعب مع SSD Virtus CiseranoBergamo 1909 [الإنجليزية]‏ 12 مباراة سجل خلالها هدف.
- 2003 - 2006 لعب مع نادي فيتشينزا 41 مباراة سجل خلالها هدف.
- 2005 - 2005 لعب مع ASD Sangiovannese 1927 [الإنجليزية]‏ 11 مباراة.
- 2006 - 2008 لعب مع اتحاد بافيا لكرة القدم 37 مباراة سجل خلالها 5 أهداف.